# Dabašnica
Dabašnica je selo u Zadarskoj županiji.

## Upravna organizacija
Upravno pripada općini Gračacu.

## Zemljopisni položaj
Nalazi se na zapadno od Gornje Suvaje.

## Promet
Prometno je dosta izolirana, a nalazi se na pola puta između državnih cesta D1 i D218.

## Stanovništvo
Prema popisu 1991., Dabašnica je imala 69 stanovnika, 2001. je bila nenaseljena, a 2011. je imala 3 stanovnika.
| broj stanovnika | 312   | 409   | 359   | 432   | 447   | 499   | 483   | 450   | 230   | 237   | 205   | 160   | 92    | 69    |       | 3     | 1     |
|                 | 1857. | 1869. | 1880. | 1890. | 1900. | 1910. | 1921. | 1931. | 1948. | 1953. | 1961. | 1971. | 1981. | 1991. | 2001. | 2011. | 2021. |